# Victimes civiles et déplacements au cours du conflit chypriote
 (mai 2024).
La mise en forme du texte ne suit pas les recommandations de Wikipédia : il faut le « wikifier ».
Les points d'amélioration suivants sont les cas les plus fréquents. Le détail des points à revoir est peut-être précisé sur la page de discussion.
- Les titres sont pré-formatés par le logiciel. Ils ne sont ni en capitales, ni en gras.
- Le texte ne doit pas être écrit en capitales (les noms de famille non plus), ni en gras, ni en italique, ni en « petit »…
- Le gras n'est utilisé que pour surligner le titre de l'article dans l'introduction, une seule fois.
- L'italique est rarement utilisé : mots en langue étrangère, titres d'œuvres, noms de bateaux, etc.
- Les citations ne sont pas en italique mais en corps de texte normal. Elles sont entourées par des guillemets français : « et ».
- Les listes à puces sont à éviter, des paragraphes rédigés étant largement préférés. Les tableaux sont à réserver à la présentation de données structurées (résultats, etc.).
- Les appels de note de bas de page (petits chiffres en exposant, introduits par l'outil «  Source ») sont à placer entre la fin de phrase et le point final[comme ça].
- Les liens internes (vers d'autres articles de Wikipédia) sont à choisir avec parcimonie. Créez des liens vers des articles approfondissant le sujet. Les termes génériques sans rapport avec le sujet sont à éviter, ainsi que les répétitions de liens vers un même terme.
- Les liens externes sont à placer uniquement dans une section « Liens externes », à la fin de l'article. Ces liens sont à choisir avec parcimonie suivant les règles définies. Si un lien sert de source à l'article, son insertion dans le texte est à faire par les notes de bas de page.
- La présentation des références doit suivre les conventions bibliographiques. Il est recommandé d'utiliser les modèles {{Ouvrage}}, {{Chapitre}}, {{Article}}, {{Lien web}} et/ou {{Bibliographie}}. Le mode d'édition visuel peut mettre en forme automatiquement les références.
- Insérer une infobox (cadre d'informations à droite) n'est pas obligatoire pour parachever la mise en page.

Pour une aide détaillée, merci de consulter Aide:Wikification.
Si vous pensez que ces points ont été résolus, vous pouvez retirer ce bandeau et améliorer la mise en forme d'un autre article.
Les victimes civiles et déplacements qui ont eu lieu entre 1963 et 1975 – depuis le début des combats intercommunautaires jusqu'à la fin des déplacements suivant l'invasion turque de Chypre – précédents et succédants l'invasion turque de Chypre le 20 juillet 1974.

## 1963–64: Violence intercommunautaire chypriote
Le 21 décembre 1963, des évènements d'une grave violence éclatent à Nicosie lorsqu'une patrouille de police chypriote grecque, vérifiant les documents d'identification, arrête un couple chypriote turc à la limite du quartier turc. Une foule hostile se rassemble, des coups de feu sont tirés et trois personnes (deux Chypriotes turcs et un Chypriote grec) sont tuées. Alors que la nouvelle se répand, des membres d'organisations clandestines commencent à tirer et à prendre des otages. Au nord de Nicosie, les forces turques occupent une position forte au château de Saint-Hilarion, dominant la route vers Kyrenia sur la côte nord. La route devient une zone de combat principal alors que les deux parties se battent pour la contrôler. Beaucoup de combats intercommunautaires ont lieu à Nicosie le long de la ligne séparant les quartiers grecs et turcs de la ville (connue plus tard sous le nom de Ligne verte). Les Chypriotes turcs appellent cette période Noël sanglant.
De violents combats intercommunautaires ont lieu en mars et avril 1964. Lorsque les pires combats sont terminés, les Chypriotes turcs commencent à se déplacer des zones rurales isolées et des villages mixtes vers des enclaves. Les Chypriotes turcs déclarent[réf. nécessaire] que les hostilités ont forcé une telle fusion tandis que les Chypriotes grecs déclarent que les Chypriotes turcs l'ont fait sans aucune pression de leur part, mais plutôt par l'organisation paramilitaire chypriote turque TMT afin d'appliquer l'uniformité. Les Chypriotes progressistes croient que les deux événements se sont produits. Bientôt, une partie substantielle de la population chypriote turque[réf. nécessaire] se retrouve entassée dans le quartier turc de Nicosie et d'autres enclaves, dans des tentes et des cabanes construites à la hâte[réf. nécessaire]. Des conditions de bidonville résultent du surpeuplement sévère.
Les tentatives de la Garde nationale chypriote sous le contrôle[réf. nécessaire] du général George Grivas, qui prétend agir sous un mandat donné à Chypre par l'ONU, de reprendre une tête de plage à l'enclave de Kokkina/Erenköy que les Chypriotes turcs affirment être leur dernier lien avec le monde extérieur mais que les Chypriotes grecs craignent d'être utilisée comme poste de débarquement pour les forces turques du continent, provoquent une intervention de l'armée de l'air turque. Les 8 et 9 août, la Turquie bombarde la région de Tylliria pendant deux jours, causant la mort de 33 Chypriotes grecs et 230 blessés.
Pierre Oberling note que selon des sources officielles, la crise de 1963–64 a entraîné la mort de 364 Chypriotes turcs et 174 Chypriotes grecs. 209 Chypriotes turcs et 41 Grecs sont portés disparus. Près de 25 000 Chypriotes turcs, environ un sixième de la population chypriote turque de l'époque, ont été contraints de quitter leurs maisons pour vivre dans des enclaves. Enfin, plus de 3000 Arméniens vivant dans les zones de Nicosie contrôlées par les paramilitaires turcs ont été contraints de quitter leurs maisons.

## 1974: Coup d'État et invasion turque
Avec le coup d'État du 21 avril 1967, Grèce entre dans une période sous le règne de la junte des colonels.
Le 15 juillet 1974, le gouvernement de la république de Chypre est renversé par la garde nationale chypriote grecque agissant sous les ordres de la junte grecque. La junte grecque installe un vétéran de l'EOKA et membre du Parlement chypriote, Nikos Sampson, comme nouveau président. La tentative de meurtre du président Makarios échoue cependant, et il fuit Chypre avec l'aide de l'armée britannique.
Le 20 juillet 1974, en réponse au coup d'État, les troupes turques débarquent près de Kyrenia, forçant un corridor étroit jusqu'à Nicosie en deux jours, jusqu'à ce qu'un cessez-le-feu soit négocié le 22 juillet. Le deuxième jour de l'invasion turque de Chypre, la junte des colonels s'effondre. Karamanlis revient de Paris et forme son gouvernement civil. À Chypre, Nikos Sampson démissionne et Glafkos Clerides prend la présidence en tant que président par intérim, selon la Constitution de 1960.
En août de la même année, presque un mois après la dissolution du coup d'État, les trois puissances garantes, ainsi que des représentants des deux communautés, se réunissent à Genève. Les Chypriotes turcs sous la direction de Rauf Denktaş demandent un État fédéral avec 34 % du territoire cédé aux Chypriotes turcs. Glafkos Klerides – le représentant chypriote grec – demande 36 à 48 heures pour consulter ses supérieurs[Qui ?]. Alors que les pourparlers sont en cours, une seconde invasion turque est lancée à Chypre. Lorsqu'un cessez-le-feu est déclaré, plus de 36 % du territoire est occupé par les forces turques. La ligne de cessez-le-feu de 1974 sépare encore aujourd'hui les deux communautés et est généralement appelée ligne verte (ou ligne Attila), et traverse également Nicosie, en faisant la seule capitale divisée au monde.
L'armée turque et le côté grec mènent des politiques de nettoyage ethnique dans les territoires sous leur contrôle respectif,.
La Turquie est reconnue coupable par la Commission européenne des droits de l'homme pour déplacements de personnes, privation de liberté, mauvais traitements, privation de vie et privation de biens. La politique turque de forcer violemment un tiers de la population grecque de l'île à quitter leurs maisons dans le nord occupé, les empêchant de revenir et installant des Turcs du continent est considérée comme un exemple de nettoyage ethnique,,,,.
En 1976 et encore en 1983, la Commission européenne des droits de l'homme déclare la Turquie coupable de violations répétées de la Convention européenne des droits de l'homme. La Turquie est condamnée pour avoir empêché le retour des réfugiés chypriotes grecs dans leurs propriétés. Les rapports de la Commission européenne des droits de l'homme de 1976 et 1983 déclarent ce qui suit :

« Ayant constaté des violations d'un certain nombre d'articles de la Convention, la Commission note que les actes violant la Convention étaient exclusivement dirigés contre les membres d'une des deux communautés de Chypre, à savoir la communauté chypriote grecque. Elle conclut par onze voix contre trois que la Turquie n'a donc pas réussi à garantir les droits et libertés énoncés dans ces articles sans discrimination fondée sur l'origine ethnique, la race, la religion comme l'exige l'Article 14 de la Convention. »

Chypriotes grecs enclavés dans la péninsule de Karpas en 1975 sont soumis par les Turcs à des violations de leurs droits humains si bien qu'en 2001, lorsque la Cour européenne des droits de l'homme déclare la Turquie coupable de la violation de 14 articles de la Convention européenne des droits de l'homme dans son jugement Chypre c. Turquie (requête no. 25781/94), moins de 600 restent encore. Dans le même jugement, la Turquie est reconnue coupable de violer les droits des Chypriotes turcs en autorisant le procès de civils par un tribunal militaire.
La Commission européenne des droits de l'homme avec 12 voix contre 1, accepte les preuves de la république de Chypre, concernant les viols de plusieurs femmes chypriotes grecques par des soldats turcs et la torture de nombreux prisonniers chypriotes grecs pendant l'invasion de l'île. Le taux élevé de viols entraîne l'autorisation temporaire de l'avortement à Chypre par l'Église orthodoxe chypriote conservatrice,. Selon Paul Sant Cassia, le viol est utilisé systématiquement pour « adoucir » la résistance et vider les zones civiles par la peur. Beaucoup des atrocités sont considérées comme des représailles pour les atrocités contre les Chypriotes turcs en 1963–64 et les massacres lors de la première invasion. Dans la péninsule de Karpas, un groupe de Chypriotes turcs, appelé « escadron de la mort », aurait choisi de jeunes filles à violer et a mis enceinte des adolescentes.[citation nécessaire] Il y a eu des cas de viols, y compris des viols collectifs, de jeunes filles adolescentes par des soldats turcs et des hommes chypriotes turcs dans la péninsule, et un cas impliquait le viol d'un vieil homme chypriote grec par un Chypriote turc. L'homme a été identifié par la victime et deux autres violeurs ont également été arrêtés. Les femmes violées sont parfois exclues de la société.
Les militants chypriotes grecs de l'EOKA-B commettent un massacre dans le village de Tóchni, où tous les hommes âgés de 13 à 74 ans sont retrouvés abattus (massacre de Tochni). De même, d'autres fosses communes sont exhumées dans les villages de Alóda, Santaláris et Marátha, contenant 126 civils morts, y compris des femmes et des enfants (massacre de Marátha, de Santaláris et d'Alóda). Il existe également des preuves de viols de femmes chypriotes grecques par des soldats turcs.

## Défis juridiques
En 1976 et en 1983, Chypre attaque la Turquie devant la Cour européenne des droits de l'homme pour un certain nombre de questions, y compris les civils chypriotes grecs disparus, dont Chypre affirme qu'il y en avait au moins 1491. La CEDH conclut qu'il y a une présomption que la Turquie a la responsabilité de clarifier le sort des civils dont on sait qu'ils étaient sous son contrôle, mais aussi qu'il n'y a « aucune preuve que l'un des disparus ait été tué dans des circonstances pour lesquelles [la Turquie] pourrait être tenue responsable; ni la Commission n'a trouvé de preuve indiquant que l'une des personnes détenues était encore détenue ou maintenue en servitude par [la Turquie] ». Une autre affaire de 1994 portée par Chypre, sur laquelle un jugement est rendu en 2001, conclut que la Turquie continue d'offrir un soutien insuffisant pour clarifier le sort des Chypriotes disparus. Une nouvelle affaire est lancée en 2009, à la suite des commentaires de l'acteur turc Atilla Olgac concernant la commission de crimes de guerre pendant son service à Chypre, bien qu'Olgac ait ensuite rétracté ses remarques, affirmant qu'il testait la réaction du public à un scénario télévisé.
En 2006, en raison du nombre potentiellement énorme de poursuites contre la Turquie, la Cour européenne des droits de l'homme appelle la Turquie en décembre à trouver des « recours internes efficaces » pour les déplacements massifs de Chypriotes grecs. Le résultat est une commission de propriété établie par les Chypriotes turcs offrant prétendument le droit de retour des propriétés chypriotes grecques tant que la propriété est inoccupée ou non située dans une zone d'importance militaire. Un petit nombre de demandeurs ont reçu des compensations. Les Chypriotes grecs refusent de reconnaître la commission comme un moyen approprié de réparation, certains politiciens allant jusqu'à suggérer la trahison pour ceux qui acceptent. La Cour européenne des droits de l'homme a statué que la commission de propriété constitue un recours interne adéquat.